# Vesti la giubba
Vesti la giubba (často též jako Ridi, pagliaccio, česky jako „Směj se, paňáco“) je slavná árie z opery Komedianti (Pagliacci) italského skladatele Ruggera Leoncavalla z roku 1892. Při premiéře v roce árii zpíval tenorista Fiorello Giraud.
První zvukový záznam nazpíval Enrico Caruso celkem ve třech verzích (v letech 1902, 1904 a 1907). Prodalo se ho více než milion výlisků.
Árie zaznívá na konci prvního jednání, kdy se ústřední postava opery, klaun Canio připravuje na komediální vystoupení v roli Pagliaccia, těsně poté, co odhalil nevěru své manželky Neddy. Árie představuje koncept "tragického klauna", jenž ztvárňuje svou komickou roli, aniž by dal znát své pohnutí, avšak v jeho nitru se odehrává osobní drama.

## Text podle libreta
Recitar! Mentre preso dal delirio,

non so più quel che dico e quel che faccio!

Eppur è d'uopo... sforzati!

Bah! sei tu forse un uom?

Tu se' Pagliaccio!

Vesti la giubba e la faccia infarina.

La gente paga, e rider vuole qua.

E se Arlecchin t'invola Colombina,

ridi, Pagliaccio... e ognun applaudirà!

Tramuta in lazzi lo spasmo ed il pianto;

in una smorfia il singhiozzo e 'l dolor...

Ridi, Pagliaccio, sul tuo amore infranto!

Ridi del duol che t'avvelena il cor! 
Mám hrát! Můj rozum je zatemněný hněvem,

Vždyť nevím co říkám, ani co činím!

Avšak musím... vzmuž se!

Pche! Jaký ty jsi muž?

Jsi jenom klaun!

Oblékni kostým, nalič svou tvář.

Obecenstvo platí, a chce se jenom smát.

A když Harlekýn svede tvou Kolombínu,

Směj se, paňáco, i lid se bude smát!

Své slzy a utrpení přeměň ve šprýmy,

Svou bolest a vzlyky přeměň na směšný škleb!

Ach, směj se, paňáco, své nešťastné lásce!

Směj se v bolesti, jež tráví tvé srdce!